# Dunajský Klátov
Dunajský Klátov (Hongaars: Dunatőkés) is een Slowaakse gemeente in de regio Trnava, en maakt deel uit van het district Dunajská Streda.
Dunajský Klátov telt 503 inwoners.